# Naquela Relvinha Que o Vento Gelou
"Naquela relvinha que o vento gelou" (alternativamente, Aquela relvinha que o vento gelou, ou, simplesmente, Relvinha) é uma cantiga de janeiras tradicional portuguesa originalmente da região da Beira Baixa.

## Variantes

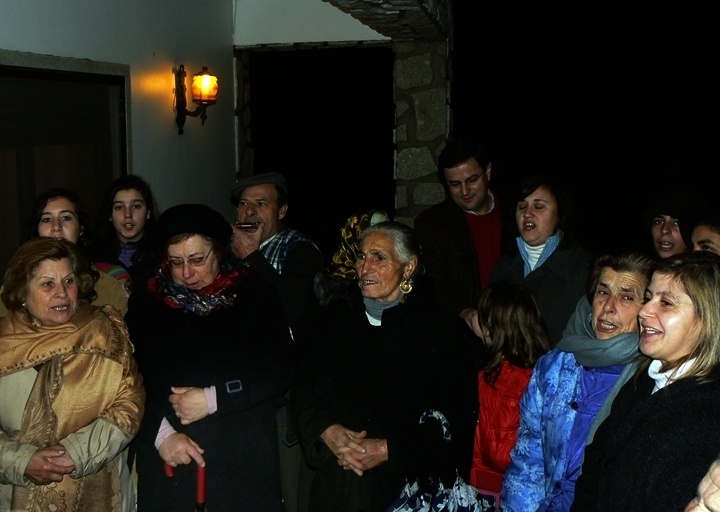
Grupo de janeireiros em Proença-a-Velha, Beira Baixa.

Desta cantiga de janeiras têm sido recolhidas variantes na região conhecida como Beira Baixa ou, mais precisamente, em várias localidades do distrito de Castelo Branco. Uma das primeiras versões, proveniente da freguesia de Vale da Senhora da Póvoa no concelho de Penamacor, foi registada pelo etnógrafo Jaime Lopes Dias em 1927 no segundo volume da sua obra Etnografia da Beira. Entre 1931 e 1933, Rodney Gallop recolheu outra na Covilhã, bastante singular, que principiava "Vamos dar as boas-festas" e desenvolvia o refrão "Gloria 'n excelsis / Que tão linda luz / Nasceu em Belém / O Menino Jesus". Este coro covilhanense foi publicado em Cantares do Povo Português (1937) e em 1963 o tenor português Carlos Jorge gravou-o em Noëls d'Espagne et du Portugal.
Contudo, a variante desta cantiga mais conhecida na atualidade, proveniente da freguesia de Paul no concelho da Covilhã, é a que foi utilizada pelo compositor português Fernando Lopes-Graça como duodécimo andamento da sua obra Segunda Cantata do Natal, terminada em 1961. Nesta cantata recebe o nome de "Inda agora aqui cheguei" em concordância com o seu incipit. É possível que Lopes-Graça a tenha recolhido pessoalmente em 1953.[carece de fontes?]
Mais recentemente, em 1974, no livro de música Cantar é Bom de Elvira de Freitas, foi publicada uma harmonização do compositor Frederico de Freitas com o nome "Relvinha que o vento gelou". Embora a música das quadras seja bastante diferente, a música do estribilho é sensivelmente a mesma que a versão de Paul. Em 2010 Miguel Nuno Marques Carvalhinho na sua tese com o título Música de Tradição Oral em Alcongosta, Alpedrinha, Casal da Serra, Castelo Novo, Louriçal do Campo, S. Vicente, Soalheira e Souto da Casa recolheu duas janeiras da freguesia de Louriçal do Campo, no concelho de Castelo Branco e da freguesia de Castelo Novo, no concelho do Fundão.

## Letra

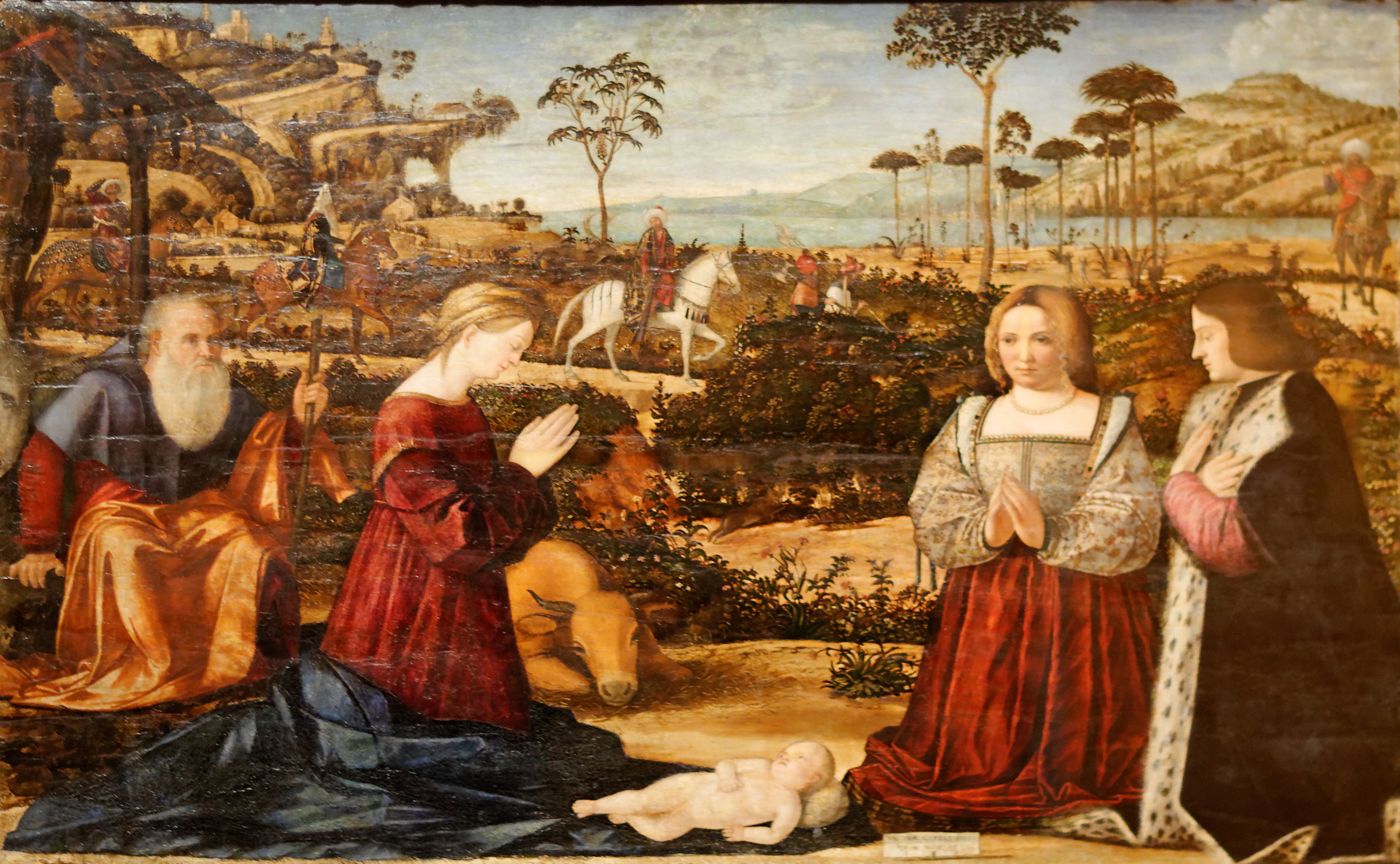
Sagrada Família e Doadores (1505), Vittore Carpaccio, Museu Calouste Gulbenkian. Uma representação da Natividade ou Adoração do Menino numa paisagem natural.

| Versão de Jaime Lopes Dias                                                                              | Versão de Jaime Lopes Dias                                                                              | Versão de Lopes-Graça                                                                                 | Versão de Frederico de Freitas                                                                |
| Estribilho:                                                                                             | Estribilho:                                                                                             | Estribilho:                                                                                           | Estribilho:                                                                                   |
| --- | --- | --- | --------------------------------------------------------------------------------------------- |
| Naquela relvinha Que o vento gelou, A Mãe de Jesus, Tão pura ficou!                                     | Dominus excelsis Deo, Que já é nascido O que nove meses Andou escondido.                                | Aquela relvinha Que o vento gelou, É a Mãe de Jesus Que tão pura ficou! (bis)                         | Aquela relvinha Que o vento gelou, E a Mãe de Jesus, Tão pura ficou! (bis)                    |
| Coplas:                                                                                                 | Coplas:                                                                                                 | Coplas:                                                                                               | Coplas:                                                                                       |
| Boas-noites, boas-noites, Boas-noites d’alegria Que lhas manda o Rei da Glória, Filho da Virgem Maria.  | Boas-noites, boas-noites, Boas-noites d’alegria Que lhas manda o Rei da Glória, Filho da Virgem Maria.  | Inda agora aqui cheguei, Já pus o pé na escada, Logo o meu coração disse: «Aqui mora gente honrada!»  | São José se levantou E uma vela se acendeu Pra alumiar o Menino Que à meia-noite nasceu.      |
| De quem será o chapeuzinho Que além está dependurado? É do senhor [Fulano] Que Deus o faça um cravo.[…] | De quem será o chapeuzinho Que além está dependurado? É do senhor [Fulano] Que Deus o faça um cravo.[…] | Inda agora aqui cheguei, Já pus o pé no balcão, Logo o meu coração disse: «Aqui mora um bom cristão!» | Em Belém, à meia-noite, Noite de tanta alegria, Da aurora nasceu o sol Nasceu Jesus de Maria. |
| Levante-se lá, senhora, Desse seu rico assento; Venha nos dar a janeira Em louvor do Nascimento.[…]     | | |                                                                                               |

## Discografia
- 1963 — Noëls d'Espagne et du Portugal. Carlos Jorge & Carlos Tuxen-Bang. BNF. Faixa 4: "Canção do Natal".[4]
- 1964 — Fernando Lopes-Graça Second Christmas Cantata. Coro da Academia de Amadores de Música. Decca / Valentim de Carvalho. Faixa 12: "Inda agora aqui cheguei".
- 1979 — Fernando Lopes-Graça Segunda Cantata do Natal. Choral Phidellius. A Voz do Dono / Valentim de Carvalho. Faixa 12: "Inda agora aqui cheguei".
- 2009 — Cantos ao Menino, Reis e Janeiras da tradição musical portuguesa. Vozes do Imaginário. Faixa: "Inda agora aqui cheguei".[5]
- 2012 — Fernando Lopes-Graça Obra Coral a capella  - Volume II. Lisboa Cantat. Numérica. Faixa 12: "Inda agora aqui cheguei".[6]